# Le Seigneur des anneaux : La Communauté de l'anneau
Vous lisez un « bon article » labellisé en 2011.
Pour les articles homonymes, voir La Communauté de l'anneau (homonymie).
Série Le Seigneur des anneaux
Le Seigneur des anneaux : Les Deux Tours
(2002)
Pour plus de détails, voir Fiche technique et Distribution.
Le Seigneur des anneaux : La Communauté de l'anneau (The Lord of the Rings: The Fellowship of the Ring) est un film américano-néo-zélandais réalisé, coproduit et coécrit par Peter Jackson, sorti en 2001. C'est le premier volet de la trilogie Le Seigneur des anneaux et l'adaptation du roman La Communauté de l'Anneau (1954) de J. R. R. Tolkien.
Le film se déroule sur la Terre du Milieu. Le hobbit Frodon Sacquet, hérite de son oncle Bilbon, un anneau magique, qui se révèle être en réalité l'Anneau Unique, un puissant objet qui redonnera à son maitre ténébreux, Sauron, la puissance de régner et de réduire en esclavage tous les peuples libres. Accompagné de plusieurs compagnons issus de différents royaumes, le jeune hobbit formera la Communauté de l'Anneau, dont la mission est de jeter l'Anneau Unique où il fut forgé au cœur de la Montagne du Destin pour le détruire.
À sa sortie au cinéma, le film a été un immense succès commercial et a obtenu des critiques très positives dans l'ensemble. Il a également remporté de nombreuses récompenses, dont quatre Oscars et quatre BAFTA Awards. L'American Film Institute l'a classé 50e dans sa liste des 100 meilleurs films américains, ainsi que deuxième meilleur film de fantasy de tous les temps. Une version longue du film comportant trente minutes de scènes supplémentaires est sortie uniquement pour le marché vidéo.

## Synopsis
Dans le prologue, l'elfe Galadriel raconte l'histoire des grands anneaux magiques forgés en Terre du Milieu au cours du Second Âge. Les elfes en ont reçu trois, les Nains sept et les Hommes, avides de pouvoir, en ont neuf. Sauron a forgé l'Anneau unique pour les diriger tous et ainsi toute la Terre du Milieu. Aussi, la Dernière Alliance des Elfes et des Hommes fut conclue pour combattre Sauron. Au cours de la bataille de Dagorlad sur les pentes de la Montagne du Destin, Isildur, le fils du roi des Hommes, tranche les doigts de Sauron, dont l'un porte l'Anneau, faisant exploser le seigneur des ténèbres. Sauron est vaincu. Refusant de le jeter dans la Montagne du Destin, Isildur, devenu roi, garde l'Anneau unique, mais celui-ci le trahit en s'échappant de son doigt pendant une embuscade, conduisant son hôte à la mort et disparaissant au fond du fleuve Anduin. 2 500 ans plus tard, l'Anneau est repêché par hasard dans les eaux du fleuve et appartient à la créature Gollum pendant les 500 années suivantes, caché dans une caverne des Monts Brumeux, jusqu'à ce que l'Anneau tombe sur le hobbit Bilbon Sacquet qui le récupère.
Le hobbit Bilbon reprend la narration soixante ans plus tard, en 3001 du Troisième Âge, sur la Terre du Milieu, dans la paisible région de la Comté, où vit le hobbit Frodon Sacquet. Comme tous les hobbits, Frodon est un bon vivant, amoureux de la terre bien cultivée et de la bonne chère. Orphelin alors qu'il n'était qu'un enfant, il s'est installé à Cul-de-Sac chez son oncle Bilbon, connu de toute la Comté pour les aventures extraordinaires qu'il a vécues étant jeune et les trésors qu'il en a tirés 60 ans plus tôt. Le jour de ses 111 ans, Bilbon donne une fête grandiose à laquelle est convié le puissant magicien Gandalf le Gris. C'est en ce jour particulier que Bilbon décide de disparaitre (au sens littéral) devant ses congénères et de se retirer chez les Elfes pour y finir sa vie. Il laisse en héritage à Frodon son trou de Hobbit ainsi que son anneau (avec une grande réticence), qu'il a autrefois trouvé dans la caverne d'une créature nommée Gollum dans les Monts Brumeux, et qui a le pouvoir de rendre invisible quiconque le porte à son doigt.
Gandalf est intrigué par l'anneau laissé à Frodon et surtout par le pouvoir maléfique qui s'en échappe. Pendant ce temps au Mordor, ancien fief de Sauron, le royaume des ténèbres est reconstruit. Après que Gollum, enfermé dans la tour de Barad-dûr, a dit où se trouvait l'Anneau sous la torture, neuf cavaliers noirs, les Nazgûls, se lancent à sa trace. Après s'être rendu à Minas Tirith, la capitale du Gondor, pour lire le récit de la vie d'Isildur, un ancien roi de l'Arnor et du Gondor, Gandalf découvre que cet objet n'est autre que l'Anneau unique forgé il y a bien longtemps par Sauron, le Seigneur des Ténèbres, et qui fut perdu 3 000 ans auparavant. Cet anneau maléfique est une arme redoutable qui permettrait au seigneur du Mordor de régner sur la Terre du Milieu et de réduire tous ses peuples en esclavage. Gandalf relate alors à Frodon la malédiction de l'Anneau et l'informe que les cavaliers noirs, serviteurs de Sauron sont déjà en route pour retrouver le précieux objet. Il lui demande de l'emporter rapidement hors de la Comté, pendant que Gandalf va sur les terres d'Isengard afin de consulter Saroumane, le supérieur de son ordre. Mais la veille du départ, Gandalf surprend un jardinier, Sam Gamegie, qui a tout entendu et lui ordonne d'accompagner Frodon pour veiller sur lui.

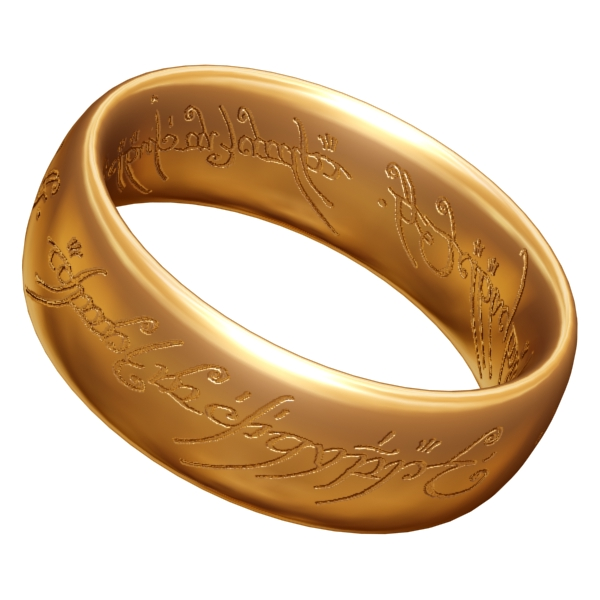
L'Anneau unique.

Arrivé à la tour d'Orthanc, demeure de Saroumane, Gandalf s'aperçoit que celui-ci est passé du côté de Sauron. Les deux magiciens s'affrontent dans un duel de magie, et Gandalf est vaincu et emprisonné au sommet de la tour, pendant que les orques, sous les ordres de Saroumane, détruisent les arbres à proximité de celle-ci. Frodon et Sam prennent la route vers l'est. Ils sont rejoints rapidement par les deux cousins du premier, Merry et Pippin. Traqués par les Nazgûls, les esprits servants de l'Anneau, les quatre Hobbits réussissent à les semer au bac et gagnent le village de Bree. Là-bas, Frodon découvre par hasard les effets magiques de l'Anneau quand il le porte, ce qui attire l'attention d'un rôdeur surnommé « Grands-Pas », qui s'avère être Aragorn, héritier légitime du royaume du Gondor. Cet homme mystérieux a été informé par Gandalf de la nature de leur mission et se propose de les conduire jusqu'au territoire elfique de Fondcombe, demeure du seigneur Elrond. Mais une nuit, le groupe est attaqué par les Nazgûls et Frodon est gravement blessé par le Roi-Sorcier d'Angmar, le chef des Nazgûls, sur le Mont Venteux. Aragorn parvient à les repousser et ils s'enfuient dans la forêt. Plus tard, Arwen, la fille d'Elrond, qu'Aragorn aime, retrouve les compagnons de voyage et emmène Frodon mal en point jusqu'à la demeure des Elfes, tout en réussissant à se débarrasser des cavaliers noirs.
Quelques jours plus tard, Frodon se réveille. Il retrouve Gandalf (qui a réussi à s'évader d'Isengard grâce à l'aide du grand aigle Gwaihir), le chef de la demeure Elrond, ses compagnons de voyage hobbit, et son oncle Bilbon qui a vieilli. A ce moment-là, Elrond a organisé un Conseil secret avec Gandalf et des ambassadeurs venus de différentes contrées. Les débats sur l'Anneau sont houleux, mais la décision de tenter de détruire ce fléau en le jetant dans le feu de la Montagne du Destin, volcan situé au cœur même du Mordor, est prise. Frodon se charge de porter l'Anneau et huit compagnons vont le protéger dans cette tâche : Gandalf, l'Elfe Legolas, le nain Gimli, les hommes Boromir (fils de l'intendant du Gondor) et Aragorn (héritier d'Isildur), et les hobbits Sam, Merry et Pippin.
La Communauté de l'Anneau, ainsi formée, commence ce long voyage vers le sud-est en direction du Rohan. Mais ce passage surveillé par les espions de Saroumane les oblige à effectuer l'ascension du col de Caradhras, dans laquelle ils échouent, pris dans une tempête causée par Saroumane, Boromir propose de passer par sa cité tandis que Gimli propose les mines de la Moria. Étant aussi dangereux l'un que l'autre, Gandalf laisse Frodon décider. Frodon choisit de passer par les mines. La Communauté se voient alors contraints de traverser les mines de la Moria, un royaume des Nains. Mais une fois qu'ils sont entrés, ils découvrent que tous les Nains du royaume ont été tués par des orques et se retrouvent contraints de traverser tout le royaume car une pieuvre monstrueuse a bloqué la porte par où ils sont passés. Quatre jours de traversée quasi silencieuse dans le noir sans incident (à l'exception que Frodon et Gandalf découvrent que Gollum, relâché, suit la Communauté dans la Moria attiré par l'Anneau).
La Communauté atteint la grande salle du royaume de la Moria, où Gimli découvre la tombe de son cousin Balin. Mais à ce moment-là, Pippin commet une maladresse très bruyante, ce qui révèle la position aux orques. La communauté, poursuivie, se bat contre la horde, puis contre un troll des cavernes qui tente de tuer Frodon, qui grâce à la cotte de mailles en mithril que lui a confiée Bilbon en même temps que son épée Dard, fut sain et sauf. Mais un peu plus tard, les orques s'enfuient, car un Balrog, ancien et puissant démon, se met à poursuivre la communauté qui, pour sa survie, doit traverser un pont étroit au-dessus du vide. Une fois tout le monde passé, Gandalf arrête le Balrog au prix de sa vie, les deux adversaires tombant dans des abysses sans fond à la suite de l'effondrement du pont provoqué par le magicien.
Le reste de la communauté s'enfuit hors de la Moria et arrive dans la Lothlórien, territoire des Elfes, où ils sont accueillis par Galadriel qui leur propose un peu de repos. Pendant la nuit dans laquelle les elfes rendent hommage à Gandalf, Galadriel montre à Frodon l'importance de la tâche de sa mission de porter l'Anneau et qu'il ne doit pas échouer. Le lendemain, elle offre à Sam une corde elfique, ainsi qu'une fiole lumineuse à Frodon. La Communauté de l'Anneau reprend sa route à bord de trois embarcations en descendant le fleuve de l'Anduin. Le lendemain, la Communauté arrive au bout de la voie navigable avant une cascade et abordent la rive ouest et l'Argonath en attendant la nuit pour atteindre l'autre rive sans se faire repérer par une éventuelle présence d'orques.
Mais les membres ignorent qu'ils sont traqués sur leur rive par des Uruk-hai créés et envoyés par Saroumane alors que Boromir, corrompu par l'Anneau, essaie de le prendre à Frodon. Ce dernier fait comprendre à Aragorn qu'il faut qu'il continue seul sa route vers le Mordor, et Aragorn le laisse partir alors que les Uruk-hai les rattrapent et les attaquent. L'Homme est rejoint par Gimli et Legolas. Boromir, qui a retrouvé ses esprits, protège Merry et Pippin, et appelle à l'aide Aragorn avec le cor du Gondor, mais il est mortellement blessé par Lurtz, le chef des Uruks-hais, qui fut tué en retour par Aragorn. Boromir, sentant sa fin, avoue qu'il a échoué, mais l'acte d'Aragorn de laisser partir Frodon lui fait comprendre qu'il aurait été prêt à considérer son ami comme un vrai roi. Aragorn envoie la dépouille de Boromir dans le fleuve pour le ramener chez lui et décide de partir sur les traces des Uruk-hai qui ont enlevé Merry et Pippin, accompagné par Legolas et Gimli. Pendant ce temps, Sam retrouve Frodon et part avec lui pour le Mordor. La Communauté de l'anneau se dissout.

## Fiche technique

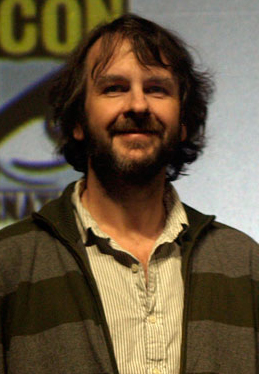
La Communauté de l'anneau est le 7e film réalisé par Peter Jackson.

- Titre : Le Seigneur des anneaux : La Communauté de l'anneau
- Titre original : The Lord of the Rings: The Fellowship of the Ring
- Réalisation : Peter Jackson
- Scénario : Peter Jackson, Fran Walsh et Philippa Boyens, d'après le roman éponyme de J. R. R. Tolkien
- Décors : Grant Major
- Costumes : Ngila Dickson et Richard Taylor
- Photographie : Andrew Lesnie
- Montage : John Gilbert
- Musique : Howard Shore
- Production : Peter Jackson, Barrie M. Osborne, Tim Sanders et Fran Walsh
- Sociétés de production : Alliance Atlantis Vivafilm, New Line Cinema, WingNut Films et The Saul Zaentz Company
- Société de distribution : Alliance Atlantis Vivafilm
- Pays d'origine : États-Unis et Nouvelle-Zélande
- Langue originale : anglais (quelques dialogues en sindarin)
- Format : Couleurs — 2,35:1 — Dolby Digital — 35 mm
- Genre : fantasy, heroic fantasy[4],[5],[6]
- Durée : 178 min / 228 min pour la version longue
- Budget : 93 000 000 $[7]
- Dates de sortie :
  -  Royaume-Uni : 10 décembre 2001 (première mondiale à Londres)
  -  États-Unis,  France,  Belgique,  Canada,  Suisse romande : 19 décembre 2001
  -  Nouvelle-Zélande : 20 décembre 2001

## Distribution
- Elijah Wood (VF : Alexandre Gillet) : Frodon Sacquet
- Ian McKellen (VF : Jean Piat) : Gandalf le Gris
- Sean Astin (VF : Christophe Lemoine) : Samsagace Gamegie alias Sam
- Viggo Mortensen (VF : Bernard Gabay) : Aragorn
- Sean Bean (VF : François-Éric Gendron) : Boromir
- Billy Boyd (VF : Pierre Tessier) : Peregrin Touque alias Pippin
- Dominic Monaghan (VF : Vincent Ropion) : Meriadoc Brandebouc alias Merry
- Orlando Bloom (VF : Denis Laustriat) : Legolas
- John Rhys-Davies (VF : Vincent Grass) : Gimli
- Christopher Lee (VF : Michel Le Royer) : Saroumane
- Liv Tyler (VF : Marie-Laure Dougnac) : Arwen
- Cate Blanchett (VF : Déborah Perret) : Galadriel
- Hugo Weaving (VF : Féodor Atkine) : Elrond
- Ian Holm  (VF : Marc Cassot) : Bilbon Sacquet
- Marton Csokas  (VF : Michel Papineschi) : Celeborn
- Sala Baker (VF : Michel Vigné) : Sauron
- Craig Parker (VF : Boris Rehlinger) : Haldir
- Lawrence Makoare : Lurtz
- David Weatherley : Prosper Poiredebeurré
- Andy Serkis (VF : Sylvain Caruso) : Gollum

- Version française
  - Studio de doublage : Dubbing Brothers
  - Direction artistique : Danielle Perret
  - Adaptation : Déborah Perret et Victor Hadida

Sources et légende : Version française (VF)  sur Allodoublage et RS doublage
- Mark Ferguson : Gil-Galad
- Harry Sinclair (en) : Isildur
- Peter McKenzie : Elendil
- Carole Jeghers : Cheval

Peter Jackson fait un caméo où il interprète un client du Poney Fringant à Bree.

## Scénario et variations par rapport au livre
De nombreuses différences existent avec le livre pour des raisons principalement liées à la durée et au rythme du film. Ainsi, une période de dix-sept ans sépare dans le livre le moment où Bilbon laisse l'Anneau à Frodon et celui où Gandalf revient dans la Comté révéler à Frodon ce qu'il a découvert sur l'Anneau. Cette période a été réduite à quelques mois dans le film pour une question de rythme et pour traduire un sentiment d'urgence (alors que Frodon prend tout son temps pour partir dans le livre). De ce fait, Frodon, au lieu d'avoir 52 ans comme dans le livre, est très jeune. Le personnage de Tom Bombadil, et la partie de l'histoire qui s'y rapporte, a été écarté du film car, selon Peter Jackson, il n'apportait rien à l'histoire principale, n'étant relié ni à Frodon, ni à l'Anneau, les deux éléments sur lesquels Jackson voulait mettre l'accent. Ainsi, on passe dans le film directement à l'arrivée des Hobbits à Bree après leur traversée du Brandevin sur le bac de Châteaubouc.
Dans le film, Arwen aide Frodon, gravement blessé, à rejoindre Fondcombe alors que c'est le seigneur elfe Glorfindel qui s'acquitte de cette tâche dans le livre. Les scénaristes n'ont pas voulu compliquer l'histoire en introduisant un personnage qui disparaissait ensuite totalement du récit et, dans le même temps, cela permettait de renforcer le rôle d'Arwen et de dépeindre sa relation avec Aragorn. Dans le livre, quand Aragorn rencontre les Hobbits à Bree, il ne porte comme arme que la lame brisée de Narsil, qui sera reforgée après le Conseil d'Elrond. Mais il porte une autre épée dans le film car, selon Jackson, il aurait été ridicule aux yeux du public ne connaissant pas le livre qu'Aragorn brandisse une épée brisée. Le personnage de Lurtz, qui n'existe pas dans le livre, a été ajouté dans le film afin que la Communauté de l'Anneau affronte physiquement un méchant spécifique à la fin du premier volet de la trilogie. De même, la bataille dans laquelle apparaît ce personnage a été empruntée aux Deux Tours. Le personnage de Saroumane est plus développé et son rôle est plus important que dans le livre, où il n'apparaît que lors de flashbacks narrés par Gandalf.

## Production

### Développement du projet
Peter Jackson commence à s'intéresser au projet d'une adaptation cinématographique du Seigneur des anneaux en 1995. Il commence à le développer avec Miramax Films, deux films étant prévus initialement, mais, après de nombreux problèmes et retards, entre en désaccord avec le studio, qui souhaite finalement qu'un seul film soit réalisé, et conclut un nouvel arrangement avec New Line Cinema en 1998. New Line donne à Jackson l'opportunité de réaliser une trilogie dont La Communauté de l'anneau constitue le premier volet.

### Choix des interprètes

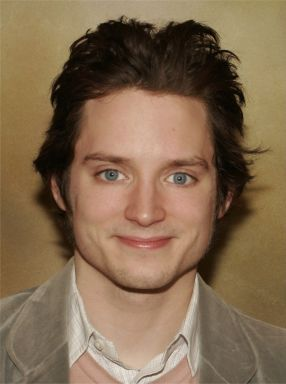
Elijah Wood a été le premier acteur à être engagé pour le film.

Le premier acteur à intégrer la distribution est Elijah Wood, qui a entendu parler du projet par son agent et est très désireux de jouer le rôle de Frodon dans le film, même s'il sait que la production souhaite plutôt un acteur anglais. Il envoie à Peter Jackson une cassette sur laquelle il lit un passage du livre et est engagé sur la base de cette performance, jugée très convaincante par Jackson. Environ 150 acteurs avaient auditionné pour le rôle de Frodon, dont Dominic Monaghan qui est engagé pour celui de Merry.
Pour le rôle de Gandalf, Sean Connery et Patrick Stewart sont approchés par Jackson, mais ils déclinent l'offre,. Ian McKellen est finalement engagé après qu'un arrangement a été trouvé avec les producteurs de X-Men, film dans lequel McKellen interprète Magnéto, pour le libérer au plus tôt de ce tournage.
Concernant le rôle d'Aragorn, Daniel Day-Lewis est le premier acteur à être approché mais refuse le rôle. Nicolas Cage est ensuite contacté mais doit décliner l'offre pour des raisons familiales. Stuart Townsend est alors choisi mais Jackson réalise juste avant le tournage qu'il est trop jeune pour le rôle. Russell Crowe est approché pour le remplacer mais refuse car il pense que ce rôle est trop proche de celui qu'il vient d'interpréter dans Gladiator. Viggo Mortensen est donc contacté par Jackson au dernier moment, le tournage du film ayant déjà commencé. Il accepte de reprendre le rôle sur l'insistance de son fils qui a adoré les romans, bien qu'il ne les ait pas lus lui-même.
Sean Astin, dont la performance lors du casting est très appréciée mais qui est jugé trop fluet pour incarner Sam Gamegie, doit prendre 15 kg pour obtenir le rôle. Ian Holm, qui avait déjà interprété le rôle de Frodon dans une adaptation radiophonique réalisée pour la BBC en 1981, est tout de suite choisi pour le rôle de Bilbon. Sylvester McCoy était le second choix de la production au cas où Holm aurait refusé.
Christopher Lee, qui a rencontré J. R. R. Tolkien et lit les romans une fois par an, et Orlando Bloom auditionnent à l'origine respectivement pour les rôles de Gandalf et de Faramir mais sont engagés pour ceux de Saroumane et de Legolas. John Rhys-Davies est choisi pour interpréter Gimli alors que Billy Connolly avait aussi été envisagé. Liam Neeson est approché pour interpréter Boromir mais décline le rôle, qui revient alors à Sean Bean.
Parmi les acteurs qui avaient exprimé de l'intérêt pour un rôle mais n'ont pas été retenus se trouvent Vin Diesel pour celui d'Aragorn, Bruce Willis pour celui de Boromir, David Bowie pour celui d'Elrond, et Helena Bonham Carter pour celui d'Arwen.

### Tournage

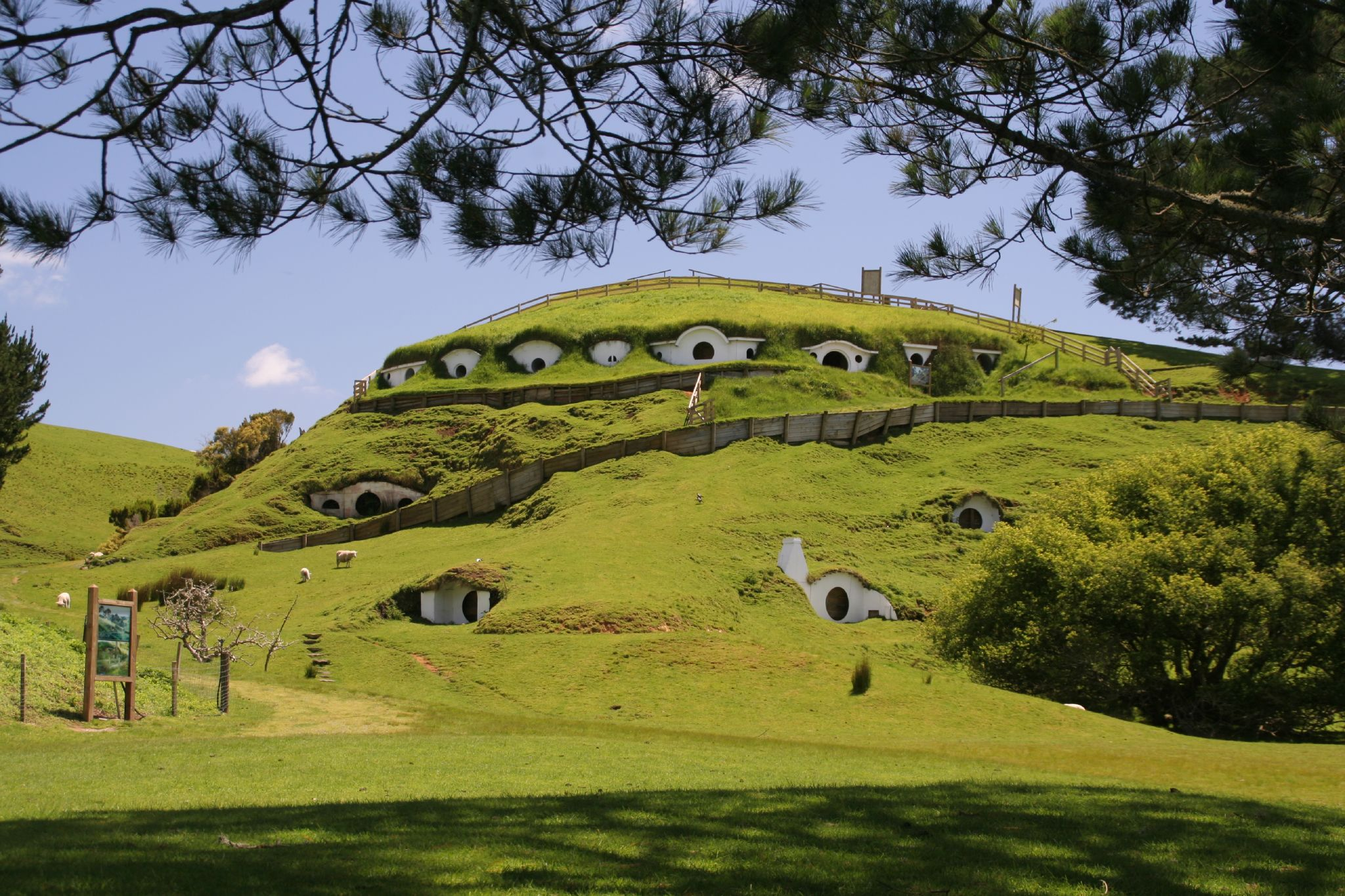
Décor de Hobbitebourg créé pour le film près de Matamata.

Le tournage des films composant la trilogie du Seigneur des anneaux se fait simultanément en Nouvelle-Zélande, les studios étant situés à Wellington, et dure en tout quatorze mois, d'octobre 1999 à décembre 2000, mais beaucoup de scènes de La Communauté de l'anneau sont tournées en premier, durant les premiers mois. Le tournage débute le 11 octobre 1999 avec la scène où Frodon, Sam, Merry et Pippin sont confrontés pour la première fois à un des Nazgûl. La scène est tournée au parc Mount Victoria, à Wellington. Viggo Mortensen rejoint le tournage peu après et le commence avec la scène de son combat contre les Nazgûl sur le mont Venteux alors qu'il n'a subi aucun entraînement particulier au maniement de l'épée. Il a juste le temps de suivre un cours d'escrime accéléré avec le maître d'armes Bob Anderson mais impressionne néanmoins l'équipe du film par sa capacité à entrer rapidement dans son rôle et par son implication concernant tous les détails de son personnage. Ian McKellen rejoint le tournage le 17 janvier 2000, alors qu'il vient tout juste de terminer celui de X-Men.
Les scènes en extérieur sont tournées dans différents lieux de Nouvelle-Zélande, aussi bien sur l'île du Nord que sur l'île du Sud. Le tournage de plusieurs scènes se déroule dans des lieux très isolés et difficiles d'accès, comme celles de l'ascension du col de Caradhras dans le parc national du mont Aspiring, et l'équipe doit y être déposée en hélicoptère (au grand dam de Sean Bean, qui a une peur panique de ce moyen de transport et ne l'utilise qu'une fois, préférant par la suite effectuer plusieurs heures d'escalade pour l'éviter). Les extérieurs d'Hobbitebourg sont tournés près de Matamata ; ceux du gué de la Bruinen sur l'Arrow River, près de Queenstown ; ceux de Fondcombe dans le parc régional de Kaitoke, à 40 km au nord de Wellington ; ceux de la Lothlórien dans la forêt de Paradise, dans l'île du Sud, ainsi qu'à Fernside, dans l'île du Nord, pour la scène du départ en barques. Certaines scènes de la fin du film, sur l'Amon Hen, sont également tournées à Paradise.
Parmi les difficultés rencontrées pour le premier film, la séquence du prologue concernant l'histoire de l'Anneau pose beaucoup de problèmes aux scénaristes et la décision finale d'intégrer un prologue n'est prise que pendant la phase de postproduction. Les scènes le composant sont donc montées durant la même période que l'enregistrement de la bande originale. Pour le choix du narrateur, les scénaristes pensent à Frodon et à Gandalf avant de retenir Galadriel pour le côté immortel des Elfes et pour la voix de Cate Blanchett. Sans la présence de ce prologue, la scène où Gandalf explique à Frodon la véritable nature de l'Anneau aurait duré trois fois plus longtemps car Gandalf devait présenter toute l'histoire. Le Conseil d'Elrond est également l'une des scènes les plus difficiles à tourner, nécessitant une semaine, en raison du grand nombre d'acteurs, dont les personnages ont des tailles très différentes, y participant et de leur disposition en cercle très difficile à gérer au niveau du champ-contrechamp. Le tournage est émaillé de diverses blessures, sans gravité pour la plupart, mis à part pour Sean Astin qui s'ouvre la plante du pied avec un tesson de verre, lors de la scène où il entre dans l'eau pour rejoindre Frodon qui s'en va seul en barque. Il doit alors être emmené à l'hôpital. John Rhys-Davies fait une violente réaction allergique à son maquillage, dont la pose prend plus de quatre heures par jour, qui se traduit par de l'eczéma autour des yeux, l'obligeant à prendre une journée de repos pour chaque jour de tournage.

### Design
Tous les accessoires du film, depuis les objets usuels les plus courants jusqu'aux armes et armures, sont conçus spécialement pour cette occasion, parfois à deux échelles différentes. Cela nécessite de faire appel à de nombreux artisans spécialisés et une équipe de décoration de 300 personnes. L'atelier Weta Workshop, dirigé par Richard Taylor, conçoit et fabrique les armes et armures, créatures, miniatures et prothèses de maquillage, créant en tout plus de 45 000 pièces. Le design des décors, des costumes et des accessoires se base principalement sur les illustrations de John Howe et Alan Lee qui, approchés très vite par Peter Jackson, collaborent tous deux largement à la trilogie en la qualité de concepteurs artistiques. L'équipe bâtie autour d'eux donne des styles d'armes et d'armures, vestimentaires et architecturaux très différents pour chaque culture (Elfes, Nains, Hobbits, Gondor) afin qu'on puisse parfaitement les distinguer.
La construction de Hobbitebourg commence un an avant le début du tournage, le temps nécessaire pour planter et laisser pousser la végétation, sur un terrain de 2 km2 près de Matamata. Alan Lee conçoit Hobbitebourg en s'inspirant de paysages du parc naturel du Dartmoor alors que John Howe s'occupe du design de Cul-de-Sac, imaginant un décor chaleureux et ancien d'après une Angleterre rurale idéalisée. Lee conçoit également Orthanc, voulant donner l'impression d'un endroit inquiétant mais élégant, à l'architecture arrogante ; Fondcombe, qui doit représenter le centre culturel des Elfes mais aussi leur lien avec la nature tout en évoquant la mélancolie, avec des teintes automnales, en raison de leur départ imminent pour Valinor ; et la Lothlórien, représentant la retraite spirituelle des Elfes et où un équilibre doit être trouvé entre le côté architectural et le côté organique du lieu. Il faut quatre mois pour construire les décors et les maquettes de Caras Galadhon. Howe contribue pour sa part au design de l'Argonath et à celui des armures, domaine dans lequel il est spécialisé. Le design de l'Anneau est conçu à la demande de John Howe par Jens Hansen, un orfèvre suédois qui est décédé pendant le tournage.
Ngila Dickson et son équipe de 40 couturières créent plus de 19 000 costumes, dont 40 exemplaires de chaque costume porté par les acteurs principaux et leurs doublures, leur donnant un aspect patiné par l'âge pour un surcroît de réalisme. Les costumes des Nazgûl sont un véritable défi pour les costumières car ils comportent cinq couches d'habits différentes pour 50 m de tissu. La fabrication des pieds de Hobbits, dont plus de 1 800 paires sont créées, cause particulièrement des problèmes car ils doivent être fermes et flexibles à la fois et adhérer parfaitement aux véritables pieds des acteurs, ce qui nécessite une heure et demie de maquillage par jour.

### Effets spéciaux

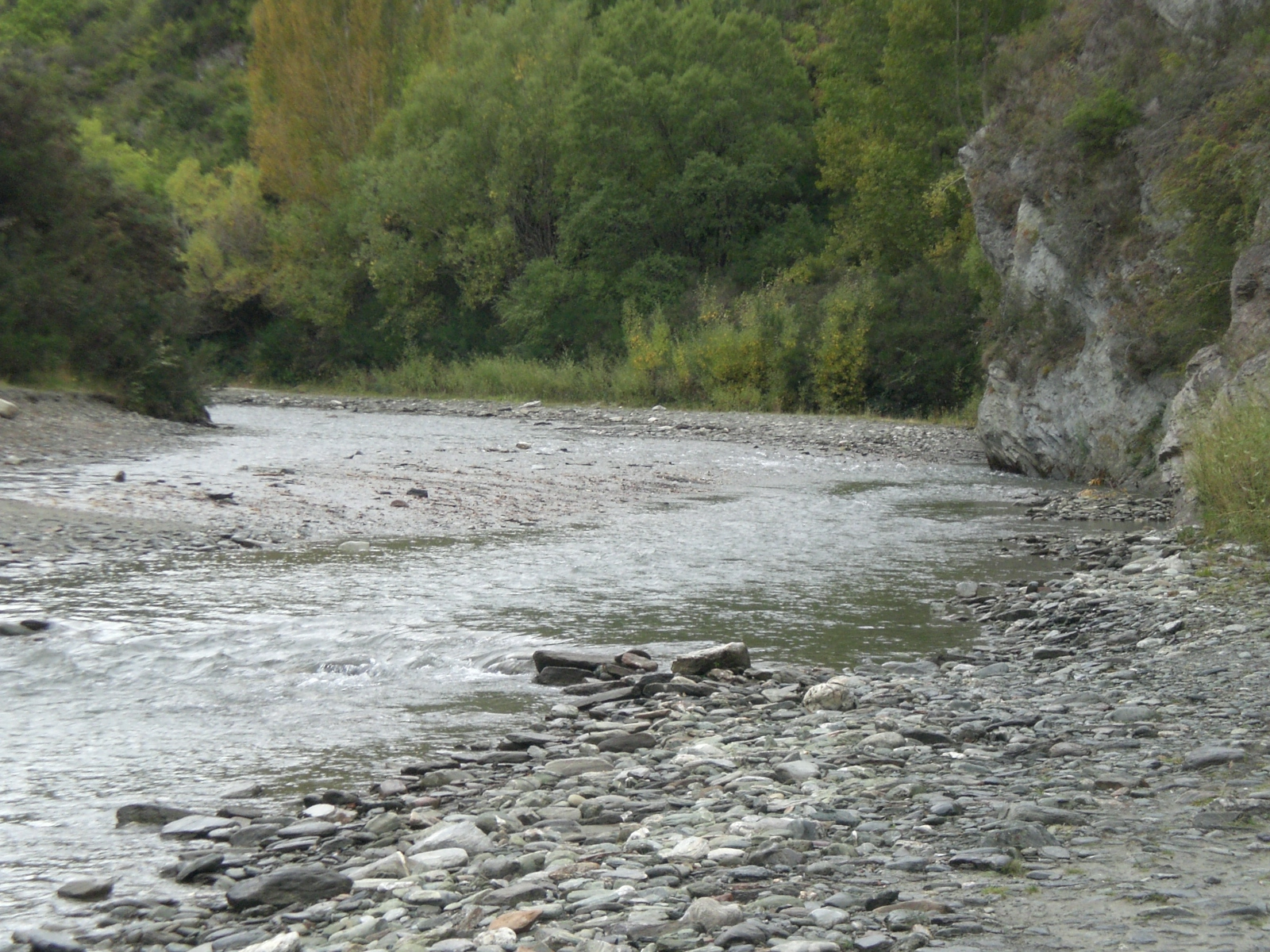
La scène de la crue du gué de Bruinen, tournée à l'Arrow River, est l'une des seules où les effets spéciaux n'ont pas été réalisés par Weta Digital.

Pour représenter à l'écran la petite taille des Hobbits et de Gimli, différentes techniques sont utilisées suivant les scènes. Selon Richard Taylor, le responsable des effets spéciaux du film : « Il fallait absolument que le public croie à la taille des hobbits, sinon c'était raté. On a donc utilisé tout ce qui était possible : des simples trucages des débuts du cinéma aux effets spéciaux les plus modernes. Il fallait construire tout en double : armes, costumes... Chaque fois que les hobbits rencontrent un humain, touchent quelque chose, ou se battent, ces objets devaient être un tiers plus grands ou un tiers plus petits. Pour que l'illusion fonctionne. On a aussi parfois filmé des nains et des géants ». La perspective forcée est employée, des décors à deux échelles différentes sont construits, les acteurs tournent parfois séparément sur fond bleu des scènes communes et sont ensuite intégrés dans la même image par l'incrustation, et Elijah Wood, Sean Astin, Billy Boyd et Dominic Monaghan ont tous une doublure de petite taille.
De nombreuses maquettes et miniatures sont réalisées pour le film, et certaines sont si imposantes qu'elles sont surnommées « maxi-tures ». Les plus grandes sont celles de Fondcombe, de Caras Galadhon (pour lequel sont construits huit arbres de huit mètres de haut sur lesquels se trouvent les habitations des Elfes), de la tour d'Orthanc (quatre mètres de haut et placée au centre du cercle de l'Isengard, qui fait 18 mètres de diamètre), les statues de l'Argonath (2,40 m de hauteur) et plusieurs décors de la Moria. Des effets numériques sont ensuite ajoutés pour représenter les paysages alentour. Certaines maquettes réalisées par Weta Workshop (comme celle du Troll des cavernes) sont ensuite scannées par le département des effets spéciaux, qui se charge de les numériser.
Weta Digital, studio responsable des effets spéciaux avec une équipe de 260 personnes, réalise 580 plans en infographie, ceux demandant le plus de travail étant la grande salle de Cavenain et les créatures de la Moria : le guetteur de l'Eau, le Troll des cavernes et le Balrog. Le studio finit néanmoins par être débordé par l'énorme charge de travail demandée et sous-traite certains effets spéciaux, notamment la crue (en forme de chevaux composés d'eau) du gué de Bruinen, à Digital Domain. L'infographie est beaucoup utilisée pour les scènes se déroulant dans la Moria, et certains plans éloignés (comme la poursuite de la communauté par les Orques dans la grande salle et la traversée du pont) sont même entièrement constitués d'images numériques.
Le logiciel MASSIVE est spécialement conçu pour la trilogie afin de simuler de façon réaliste les grandes scènes de bataille. Il est plus utilisé dans les deux autres films mais est employé pour la bataille de Dagorlad du prologue. Les effets du monde éthéré qui apparaît quand Frodon met l'Anneau à son doigt sont obtenus par une déformation de l'image par l'insertion d'autres images (d'eau ou de feu) avec un contraste élevé. Le film bénéficie d'un étalonnage numérique pour effectuer de nombreuses retouches d'images afin de modifier leur brillance, de jouer avec la lumière et les ombres, et d'ajouter des couleurs (comme pour Hobbitebourg) ou d'en enlever (pour la Moria). L'étalonnage est confié à Peter Doyle, qui a travaillé sur Matrix, en collaboration avec le directeur de la photographie Andrew Lesnie.

### Bande originale
Le compositeur Howard Shore commence à travailler sur la musique du film dès sa phase de production. L'essentiel de la bande originale est enregistrée à Londres, Shore dirigeant l'Orchestre philharmonique de Londres pour l'occasion. Le thème musical de la communauté évolue tout au long du film pour prendre différentes nuances, étant au départ une simple ritournelle, trouvant sa pleine dimension héroïque lors du départ de Fondcombe, puis devenant plus mélancolique à la disparition de Gandalf. Pour le thème de la Moria, Shore fait appel à une chorale de chanteurs polynésiens, qu'il enregistre en Nouvelle-Zélande. Il introduit un thème exotique pour la Lothlórien, en utilisant des instruments africains et indiens, et un thème industriel en rythme 5/8 pour l'Isengard. La chanson In Dreams, écrite par Fran Walsh, est chantée par Edward Ross, un jeune garçon de douze ans, accompagné par un chœur d'enfants. L'artiste irlandaise Enya, qui avait écrit un morceau instrumental intitulé Lothlórien pour son troisième album studio Shepherd Moons, participe au film en chantant Aníron et May It Be.
| 1.  | The Prophecy                               |             | 3:55 |
| 2.  | Concerning Hobbits                         |             | 2:55 |
| 3.  | The Shadow of the Past                     |             | 3:32 |
| 4.  | The Treason of Isengard                    |             | 4:00 |
| 5.  | The Black Rider                            |             | 2:48 |
| 6.  | At the Sign of the Prancing Pony           |             | 3:14 |
| 7.  | A Knife in the Dark                        |             | 3:34 |
| 8.  | Flight to the Ford                         |             | 4:14 |
| 9.  | Many Meetings                              |             | 3:05 |
| 10. | The Council of Elrond / Aníron             | Enya        | 3:49 |
| 11. | The Ring Goes South                        |             | 2:03 |
| 12. | A Journey in the Dark                      |             | 4:20 |
| 13. | The Bridge of Khazad-dûm                   |             | 5:57 |
| 14. | Lothlórien                                 |             | 4:33 |
| 15. | The Great River                            |             | 2:42 |
| 16. | Amon Hen                                   |             | 5:02 |
| 17. | The Breaking of the Fellowship / In Dreams | Edward Ross | 7:20 |
| 18. | May It Be                                  | Enya        | 4:19 |

En 2005, le label Reprise Records édite une version intégrale de la bande originale du film dans sa version longue, en trois disques.

## Accueil

### Sortie du film et box-office
La première mondiale du film a lieu à l'Odeon Leicester Square de Londres le 10 décembre 2001. Le film connaît un très important succès commercial, rapportant 871 530 324 $ au box-office mondial, dont 315 544 750 $ aux États-Unis et au Canada. Cela le place au deuxième rang des films sortis en 2001 ayant réalisé le plus de recettes, derrière Harry Potter à l'école des sorciers. Il a réalisé 6 951 441 entrées en France, 1 528 814 au Québec, 903 015 en Suisse, et 541 274 en Belgique,.
| Pays                | Box-office    | Pays         | Box-office   | Pays             | Box-office  |
| ------------------- | ------------- | ------------ | ------------ | ---------------- | ----------- |
| États-Unis + Canada | 315 544 750 $ | Corée du Sud | 15 544 637 $ | Taïwan           | 6 615 569 $ |
| Royaume-Uni         | 90 228 837 $  | Pays-Bas     | 12 812 050 $ | Nouvelle-Zélande | 6 236 331 $ |
| Allemagne           | 78 561 249 $  | Danemark     | 11 485 996 $ | Belgique         | 6 094 454 $ |
| Japon               | 68 132 622 $  | Brésil       | 10 381 603 $ | Grèce            | 5 774 640 $ |
| France              | 35 095 144 $  | Pologne      | 8 844 029 $  | Finlande         | 4 947 945 $ |
| Espagne             | 28 230 083 $  | Suisse       | 8 339 749 $  | Turquie          | 4 157 457 $ |
| Australie           | 24 703 245 $  | Norvège      | 7 949 940 $  | Argentine        | 3 658 920 $ |
| Italie              | 24 444 637 $  | Russie       | 7 179 111 $  | Hong Kong        | 3 163 477 $ |
| Suède               | 15 782 664 $  | Chine        | 6 880 952 $  | Colombie         | 2 991 132 $ |
| Mexique             | 15 553 497 $  | Autriche     | 6 845 000 $  | Portugal         | 2 935 879 $ |

### Accueil critique
Le film a reçu un accueil critique très positif, recueillant 91 % de critiques favorables, avec un score moyen de 8,2⁄10 et sur la base de 225 critiques collectées, sur le site Rotten Tomatoes. Sur le site Metacritic, il obtient un score de 92⁄100, sur la base de 34 critiques collectées. En France, il a été également favorablement accueilli, obtenant une moyenne de 3,6 étoiles sur 5 pour les critiques de la presse sur le site Allociné.
En 2007, l'American Film Institute le classe à la 50e place dans sa liste des 100 meilleurs films américains et, en 2008, à la deuxième place de sa liste des 10 meilleurs films de fantasy. Toujours en 2008, le magazine Empire le classe à la 24e place dans sa liste des 500 meilleurs films de tous les temps. Il figure à la 19e place du Top 250 du classement des films de l'Internet Movie Database, basé sur les votes du public, avec une note moyenne de 8,8⁄10.
Pour Gérard Delorme, de Première, « le résultat, enthousiasmant au-delà de ce qu'on pouvait espérer, frôle l'idéal de cinéma pur ». Roger Ebert, du Chicago Sun-Times, donne 3 étoiles sur 4 au film, écrivant qu'il s'agit « d'une production impressionnante par son audace et sa grandeur » avec quelques touches personnelles qui sonnent juste, même si le film ne correspond pas tout à fait à sa vision de la Terre du Milieu. Claudia Puig, de USA Today, lui donne la même note, évoquant « une adaptation fidèle et visuellement spectaculaire » qui devrait plaire aux initiés aussi bien qu'au grand public. Pour Elvis Mitchell, du New York Times, c'est un film épique où Jackson a fait du meilleur travail avec les scènes graves qu'avec les séquences plus légères. Philippe Vavasseur, du Parisien, évoque un film porté « par une mise en scène du tonnerre » et comportant de « spectaculaires séquences de combat » ainsi qu'une « touche d'humour ».
Lisa Schwartzbaum, d'Entertainment Weekly, estime qu'il s'agit d'une œuvre vibrante et emplie de beauté bénéficiant d'acteurs inspirés. Samuel Blumenfeld, du Monde, estime que « l'intelligence de Peter Jackson, son ironie, la liberté de ton de son scénario, son utilisation habile des extérieurs, […] restitue la Terre du Milieu imaginée par Tolkien ». Rita Kempley, du Washington Post, évoque un Star Wars médiéval spectaculaire et énergique et loue la qualité de la distribution. Pour Gilles Renault, de Libération, « rien n'interdit de mordre déjà à l'hameçon » de cette « saga initiatique ». Comparant le film à  Harry Potter à l'école des sorciers, sorti peu auparavant, Richard Corliss, de Time Magazine, écrit qu'il possède une grandeur et une profondeur émotionnelle dont est dépourvu Harry Potter, et conclut en affirmant que Jackson a réussi à créer « un monde plausible et convaincant » dans lequel le spectateur peut s'immerger totalement. Fabienne Bradfer, du Soir, évoque un film « spectaculaire, emmenant le spectateur dans un univers imaginaire de façon réaliste », « peaufiné à l'extrême » et qui se veut « fidèle au roman tout en opérant quelques contractions narratives - ce qui agacera les puristes ».
Parmi les critiques plus contrastées ou négatives, Peter Bradshaw, du Guardian, estime que, malgré de formidables décors et la présence éclatante de Ian McKellen, le film échoue à être crédible avec une intrigue indigeste et manquant de complexité qu'il trouve déconcertante. Emmanuèle Frois, du Figaroscope, évoque une distribution remarquable, des paysages féeriques et « certaines scènes inoubliables » mais regrette « une surabondance d'effets spéciaux, une musique un peu lourdingue et un récit dilaté sur trois heures ». Pour J. Hoberman, de The Village Voice, le film n'atteint qu'à de rares occasions (la Moria et les statues de l'Argonath) la grandeur visuelle, et est divertissant mais sans résonance, l'époque où Le Seigneur des anneaux était un symbole de la contre-culture étant désormais révolue. Yannick Dahan, de Positif, estime qu'il s'agit d'un « excellent film d'aventures » où « les morceaux de bravoure succèdent avec brio aux scènes intimistes » mais que le récit adapté n'est jamais transfiguré par sa mise en images, demeurant une « transposition attendue et inoffensive ». Pour Cécile Mury, de Télérama, « le rêve est amputé de sa part précieuse : l’invisible » et même si « le merveilleux n’est pas absent de ce film gigantesque : il est intermittent ».

## Distinctions
Cette section récapitule les principales récompenses et nominations obtenues par le film. Pour une liste exhaustive, se référer à l'Internet Movie Database.

### Récompenses
| Année                            | Cérémonie ou récompense                                     | Prix                                                                         | Lauréat(es) |
| -------------------------------- | ----------------------------------------------------------- | ---------------------------------------------------------------------------- | ----------- |
| 2002                             |                                                             |                                                                              |             |
| Oscars du cinéma                 | Meilleure musique de film                                   | Howard Shore                                                                 |             |
| Oscars du cinéma                 | Meilleure photographie                                      | Andrew Lesnie                                                                |             |
| Oscars du cinéma                 | Meilleurs effets visuels                                    | Jim Rygiel, Randall William Cook, Richard Taylor et Mark Stetson             |             |
| Oscars du cinéma                 | Meilleur maquillage                                         | Peter Owen et Richard Taylor                                                 |             |
| BAFTA Awards                     | Meilleur film                                               |                                                                              |             |
| BAFTA Awards                     | Meilleur réalisateur                                        | Peter Jackson                                                                |             |
| BAFTA Awards                     | Meilleurs effets visuels                                    | Jim Rygiel, Randall William Cook, Richard Taylor, Alex Funke et Mark Stetson |             |
| BAFTA Awards                     | Meilleur maquillage                                         | Peter Owen, Peter King et Richard Taylor                                     |             |
| Saturn Awards                    | Meilleur film de fantasy                                    |                                                                              |             |
| Saturn Awards                    | Meilleure réalisation                                       | Peter Jackson                                                                |             |
| Saturn Awards                    | Meilleur acteur dans un second rôle                         | Ian McKellen                                                                 |             |
| Satellite Awards                 | Meilleur film d'animation ou comportant des effets spéciaux |                                                                              |             |
| Satellite Awards                 | Meilleur montage                                            | John Gilbert                                                                 |             |
| Satellite Awards                 | Meilleur son                                                | Gethin Creagh, Christopher Boyes, Michael Semanick et Hammond Peek           |             |
| Prix Hugo                        | Meilleur film                                               |                                                                              |             |
| Empire Awards                    | Meilleur film                                               |                                                                              |             |
| Empire Awards                    | Meilleur acteur                                             | Elijah Wood                                                                  |             |
| Empire Awards                    | Meilleur espoir                                             | Orlando Bloom                                                                |             |
| MTV Movie Awards                 | Meilleur film                                               |                                                                              |             |
| MTV Movie Awards                 | Meilleure révélation masculine                              | Orlando Bloom                                                                |             |
| Screen Actors Guild Awards       | Meilleur acteur dans un second rôle                         | Ian McKellen                                                                 |             |
| Critics' Choice Movie Awards     | Meilleur compositeur                                        | Howard Shore                                                                 |             |
| Critics' Choice Movie Awards     | Meilleure chanson originale                                 | May It Be d'Enya                                                             |             |
| NBR Awards                       | Meilleurs décors                                            | Grant Major                                                                  |             |
| NBR Awards                       | Meilleure actrice dans un second rôle                       | Cate Blanchett                                                               |             |
| Chlotrudis Awards                | Meilleur scénario adapté                                    | Fran Walsh, Philippa Boyens et Peter Jackson                                 |             |
| Australian Film Institute Awards | Meilleur film étranger                                      |                                                                              |             |
| Bodil                            | Meilleur film américain                                     |                                                                              |             |
| World Soundtrack Awards          | Meilleure bande originale de film                           | Howard Shore                                                                 |             |
| 2003                             |                                                             |                                                                              |             |
| Grammy Awards                    | Meilleure bande originale de film                           | Howard Shore et John Kurlander                                               |             |
| Prix Nebula                      | Meilleur script                                             | Fran Walsh, Philippa Boyens et Peter Jackson                                 |             |

### Nominations
| Année                          | Cérémonie ou récompense                 | Prix | Nommé(es) |
| ------------------------------ | --------------------------------------- | --- | --------- |
| 2002                           |                                         | |           |
| Oscars du cinéma               | Meilleur film                           | |           |
| Oscars du cinéma               | Meilleur réalisateur                    | Peter Jackson |           |
| Oscars du cinéma               | Meilleur scénario adapté                | Fran Walsh, Philippa Boyens et Peter Jackson                                                                      |           |
| Oscars du cinéma               | Meilleur acteur dans un second rôle     | Ian McKellen |           |
| Oscars du cinéma               | Meilleurs décors                        | Grant Major et Dan Hennah                                                                                         |           |
| Oscars du cinéma               | Meilleure création de costumes          | Ngila Dickson et Richard Taylor                                                                                   |           |
| Oscars du cinéma               | Meilleur montage                        | John Gilbert |           |
| Oscars du cinéma               | Meilleure chanson originale             | Enya, Nicky Ryan et Roma Ryan pour May It Be                                                                      |           |
| Oscars du cinéma               | Meilleur mixage de son                  | Christopher Boyes, Michael Semanick, Gethin Creagh et Hammond Peek                                                |           |
| Golden Globes                  | Meilleur film dramatique                | |           |
| Golden Globes                  | Meilleur réalisateur                    | Peter Jackson |           |
| Golden Globes                  | Meilleure musique de film               | Howard Shore |           |
| Golden Globes                  | Meilleure chanson originale             | Enya pour May It Be                                                                                               |           |
| BAFTA Awards                   | Meilleur acteur                         | Ian McKellen |           |
| BAFTA Awards                   | Meilleur scénario adapté                | Fran Walsh, Philippa Boyens et Peter Jackson                                                                      |           |
| BAFTA Awards                   | Meilleure musique de film               | Howard Shore |           |
| BAFTA Awards                   | Meilleure photographie                  | Andrew Lesnie |           |
| BAFTA Awards                   | Meilleurs décors                        | Grant Major |           |
| BAFTA Awards                   | Meilleurs costumes                      | Ngila Dickson |           |
| BAFTA Awards                   | Meilleur montage                        | John Gilbert |           |
| BAFTA Awards                   | Meilleur son                            | David Farmer, Hammond Peek, Christopher Boyes, Gethin Creagh, Michael Semanick, Ethan Van der Ryn et Mike Hopkins |           |
| Saturn Awards                  | Meilleur scénario                       | Fran Walsh, Philippa Boyens et Peter Jackson                                                                      |           |
| Saturn Awards                  | Meilleure musique                       | Howard Shore |           |
| Saturn Awards                  | Meilleurs costumes                      | Ngila Dickson et Richard Taylor                                                                                   |           |
| Saturn Awards                  | Meilleurs effets spéciaux               | Jim Rygiel, Randall William Cook, Richard Taylor et Mark Stetson                                                  |           |
| Saturn Awards                  | Meilleur maquillage                     | Peter Owen et Richard Taylor                                                                                      |           |
| Satellite Awards               | Meilleur scénario adapté                | Fran Walsh, Philippa Boyens et Peter Jackson                                                                      |           |
| Satellite Awards               | Meilleur acteur dans un second rôle     | Ian McKellen |           |
| Satellite Awards               | Meilleurs décors                        | Grant Major et Dan Hennah                                                                                         |           |
| Satellite Awards               | Meilleure photographie                  | Andrew Lesnie |           |
| Satellite Awards               | Meilleurs costumes                      | Ngila Dickson et Richard Taylor                                                                                   |           |
| Satellite Awards               | Meilleurs effets spéciaux               | Jim Rygiel, Richard Taylor, Alex Funke et Randall William Cook                                                    |           |
| Empire Awards                  | Meilleur acteur                         | Viggo Mortensen                                                                                                   |           |
| Empire Awards                  | Meilleur acteur britannique             | Ian McKellen et Sean Bean                                                                                         |           |
| Empire Awards                  | Meilleur réalisateur                    | Peter Jackson |           |
| Empire Awards                  | Meilleur espoir                         | Billy Boyd et Dominic Monaghan                                                                                    |           |
| MTV Movie Awards               | Meilleur acteur                         | Elijah Wood |           |
| MTV Movie Awards               | Meilleur méchant                        | Christopher Lee                                                                                                   |           |
| MTV Movie Awards               | Meilleur combat                         | Gandalf contre Saroumane                                                                                          |           |
| MTV Movie Awards               | Meilleure séquence d'action             | Combat dans la salle du tombeau de Balin dans la Moria                                                            |           |
| Screen Actors Guild Awards     | Meilleure distribution                  | |           |
| Critics' Choice Movie Awards   | Meilleur film                           | |           |
| Critics' Choice Movie Awards   | Meilleur réalisateur                    | Peter Jackson |           |
| Prix Bram-Stoker               | Meilleur scénario                       | Fran Walsh, Philippa Boyens et Peter Jackson                                                                      |           |
| Prix Amanda                    | Meilleur film étranger                  | |           |
| World Soundtrack Awards        | Meilleur compositeur de bande originale | Howard Shore |           |
| 2003                           |                                         | |           |
| Awards of the Japanese Academy | Meilleur film étranger                  | |           |
| Lions tchèques                 | Meilleur film étranger                  | |           |
| Grammy Awards                  | Meilleure chanson de film               | Enya, Nicky Ryan et Roma Ryan pour May It Be                                                                      |           |

## Éditions en vidéo
La version DVD du film est sortie le 7 août 2002 en région 1 et en région 2. Elle comporte la version cinématographique du film et un disque comprenant environ deux heures et demie de bonus, notamment trois documentaires concernant le making-of, le clip musical d'Enya, May It Be, et une interview de Peter Jackson. La version longue du film, en quatre DVD, deux pour le film et deux pour les bonus, est sortie le 13 novembre 2002. La version longue comporte environ trente minutes de scènes supplémentaires, écartées de la version cinéma pour des raisons de durée du film mais qui apportent plus de profondeur aux personnages et au monde, et est accompagnée de quatre commentaires audio différents (par les scénaristes, l'équipe artistique, l'équipe de production et postproduction et les acteurs principaux). Les deux disques de bonus passent en revue toutes les étapes de la production depuis l'écriture du scénario jusqu'au montage final, pour une durée totale d'environ six heures et demie de documentaires. Un bonus caché humoristique présente une parodie de la scène du conseil d'Elrond, avec Jack Black et Sarah Michelle Gellar, réalisée à l'occasion des MTV Movie Awards.
La version du film en disque Blu-ray, comportant les mêmes bonus que la version DVD, est disponible depuis le 6 avril 2010 alors que la version longue est sortie le 28 juin 2011 dans les régions 1 et 2. Un bonus inédit sous la forme du documentaire de Costa Botes sur le tournage du film est présent dans cette version longue en format blu-ray.